# Cueta genialis
Cueta genialis is een insect uit de familie van de mierenleeuwen (Myrmeleontidae), die tot de orde netvleugeligen (Neuroptera) behoort. 
Cueta genialis is voor het eerst wetenschappelijk beschreven door Hölzel in 1988.